# Хлибко, Владислав Григорьевич
Владислав Григорьевич Хлибко (29 августа 1916, Полтава — 8 декабря 1985) — советский учёный, специалист в области создания вооружений и космической техники. Лауреат Ленинской и Государственной премий СССР. Полковник.

## Биография
Участник Великой Отечественной войны.
В 1948 году окончил Военную Краснознаменную академию связи имени С. М. Буденного.
С 1948-го по 1973 год работал в КБ-1 (МКБ «Стрела», ЦКБ «Алмаз»). В 1967 году защитил диссертацию на соискание учёной степени кандидат технических наук.
С 1973 года — в ЦНИИ «Комета».
Принимал участие в создании реактивного управляемого вооружения классов «земля-море», «воздух-воздух» на всех этапах разработки,
проектирования, изготовления, настройки аппаратуры и проведения испытаний.
Внёс значительный вклад в разработку станции определения координат и передачи команд — одной из основных составляющих глобальной космической информационно-управляющей системы, космического эшелона систем предупреждения о ракетном нападении

Могила Хлибко ВГ

Похоронен в Москве, на Кунцевском кладбище.